# 人民慰安所
人民慰安所，是1938年在南京夫子庙一带开设的妓院，具有正式招牌和营业许可证，被认为是日军占领南京后南京开设的第一家妓院（第六章第五节）。所内的妓女均为中国人。

## 历史
1938年4月12日，上军慰安所主任乔鸿年奉日本特务机关委托，向南京市自治委员会会长孙叔荣、工商课课长王承典呈请在夫子庙一带开设人民慰安所，称“为繁荣市面、振兴商业、调剂人民生活”，在夫子庙贡院街海洞春旅馆原址（贡院东街2号）及市府路永安汽车行暨永安里全部房屋（第六章第五节）。海洞春旅馆原为韩姓老板开设，但在日军占领南京前就已逃走。王承典立即批示“照准，并转警务厅派员前往查看”，次日为此事发出第239号训令，此后人民慰安所正式挂牌营业。8月1日，《南京新报》连续多日刊登广告：“大优惠皇军——人民慰安所、倚红阁妓院、广寒宫妓院露布。”（第六章第五节）
1939年，“任重”冒险进入人民慰安所，看到日本军官殴打慰安妇，了解到大部分慰安妇从南京难民收容所被迫而来。“任重”以自身见闻在《浙江妇女》1939年第4期发表通讯《南京慰安所里》，该通讯于1940年被王澧泉改编为话剧剧本《慰安所》。
战后，海洞春旅馆原址被拆除，现为住宅楼。

## 妓女
- 郑明霞：原为夫子庙怡春院妓女，1938年被强征入人民慰安所，1940年逃出，1949年后在工厂工作[4]。
- 何庭华：原在夫子庙秦淮居酒家工作，1943年被保长骗入人民慰安所[4]。